# La Chaumusse
La Chaumusse település Franciaországban, Jura megyében. Lakosainak száma 391 fő (2022. január 1.). La Chaumusse La Chaux-du-Dombief, Fort-du-Plasne, Saint-Laurent-en-Grandvaux és Saint-Pierre községekkel határos.

## Népesség
A település népességének változása:
| Lakosok száma | 244  | 251  | 264  | 331  | 398  | 412  | 402  | 395  | 393  | 391  |
|               | 1968 | 1982 | 1990 | 2006 | 2013 | 2015 | 2017 | 2019 | 2020 | 2022 |